# 島津創業記念資料館

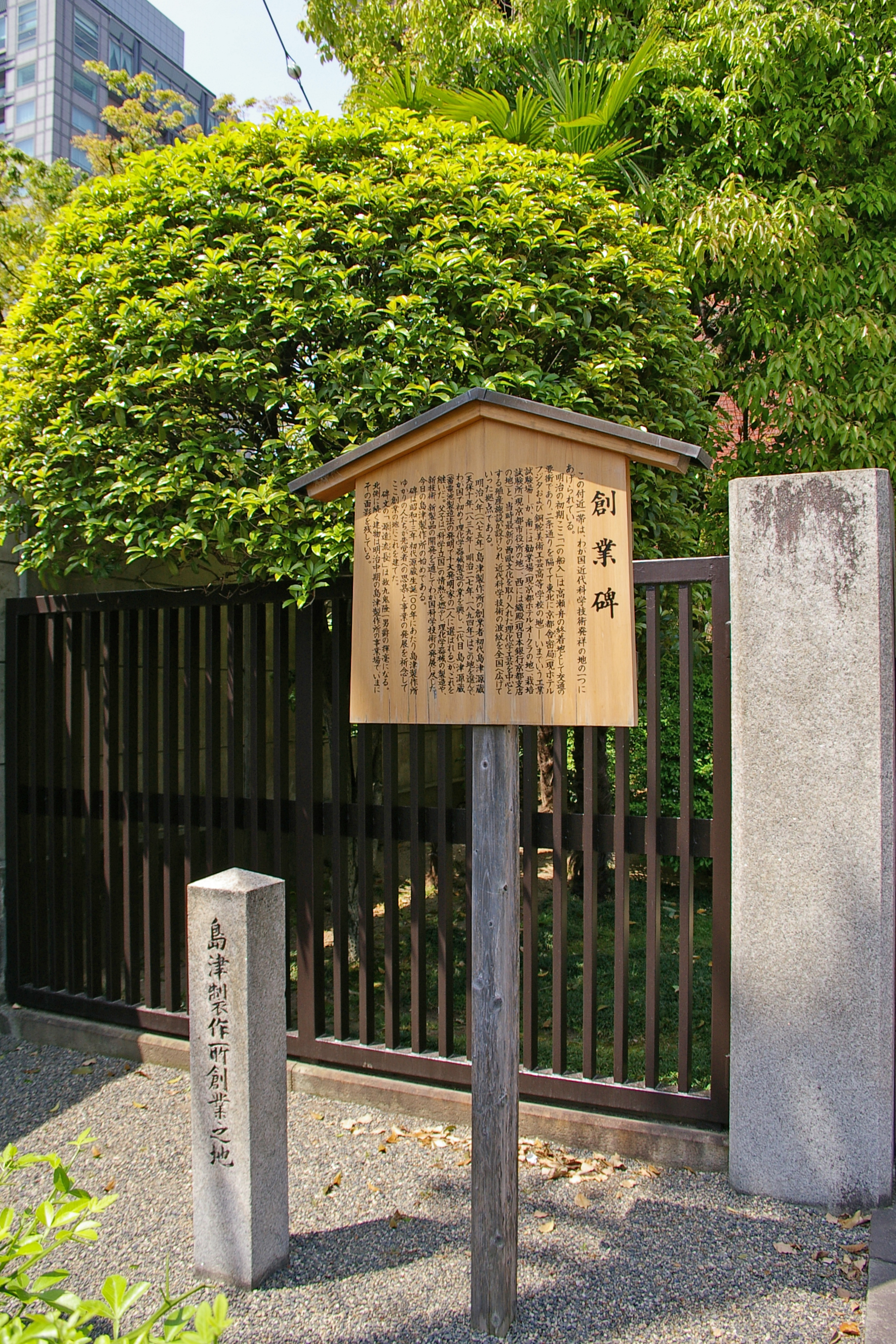
敷地内の島津製作所創業碑

島津創業記念資料館（しまづそうぎょうきねんしりょうかん）は、京都府京都市中京区にある博物館。島津製作所が1975年に創業100周年を記念して、創業者の初代島津源蔵を偲んで開設した。南棟（1888年建設）と北棟（1894年建設）からなり、創業初期に島津の住居・研究所として使われていた建物を保存・公開している。南棟・北棟ともに国の登録有形文化財（1999年12月登録）である。
文書・器械展示のほか、ノーベル賞受賞者・田中耕一関連のパネル展示もある。

## 沿革
- 1975年 - 資料館開設[1]
- 1999年 - 国の登録有形文化財に登録[1]
- 2013年 - 来館者30万人達成[1]

## 所在・アクセス
- 京都府京都市中京区木屋町通二条下ル西生洲町
- 京都市営地下鉄東西線京都市役所前駅または京阪電気鉄道三条駅
- 京都市営バス京都市役所前、京都バス河原町御池バス停下車

- 9時30分から17時まで開館し、定休日の水曜日と年末年始は休館する。